# Je me souviens de tout, Richard
Pour les articles homonymes, voir Je me souviens (homonymie).
Pour plus de détails, voir Fiche technique et Distribution.
Je me souviens de tout, Richard (Es visu atceros, Ričard!)  ou La Pierre et les éclats (Akmens un šķembas) est un film soviétique réalisé par Rolands Kalniņš, sorti en 1967.

## Synopsis
Trois amis - Jānis, Zigi et Richard - sont enrôlés dans la Légion lettone pendant la Seconde Guerre mondiale, ils combattent dans les marais de Volkhov sur le Front de Léningrad. Zigi tombe en essayant de passer du côté de l'armée soviétique. Vingt ans plus tard, deux autres amis se rencontrent par hasard. Richard est venu de l'étranger avec une mission secrète en tant qu'agent secret d'un pays occidental. Pendant la guerre, pour sauver un ami, il avait abattu un soldat de l'Armée rouge, mais il se rend maintenant compte qu'il a tout perdu : l'amour, l'ami et la patrie...

## Fiche technique
- Titre original : Es visu atceros, Ričard!
- Titre français : Je me souviens de tout, Richard ou La Pierre et les éclats
- Réalisation : Rolands Kalniņš
- Scénario : Viktors Lorencs
- Photographie : Miks Zvirbulis
- Musique : Ļudgards Gedravičs
- Pays d'origine :  Union soviétique
- Genre : drame
- Format : noir et blanc
- Durée : 83 minutes
- Date de sortie : 
  - République socialiste fédérative soviétique de Russie : 24 avril 1967 à Moscou

## Distribution
- Eduards Pāvuls :  Ričards Zanders
- Antra Liedskalniņa : Antra
- Harijs Liepiņš : Jānis Kalniņš
- Pauls Butkēvičs : Zigis Purmalis
- Uldis Pūcītis : Alfons
- Juris Pļaviņš : lieutenant
- Hermanis Vazdiks : père de Jāņis
- Astrīda Vecvagare : sœur de Jāņis
- Broņus Babkausks : Jakums
- Eduards Plataiskalns : Sergent
- Edgars Mucenieks : Gunārs
- Ēvalds Valters : épisode
- Arturs Dimiters : épisode
- Dina Kvelde : épisode
- Juris Strenga : épisode
- Gunārs Placēns : épisode

## Remarque
Ce film que l'on peut visionner sur Internet a été réalisé en 1965 comme on peut le lire sur le générique. C'est sans doute la raison pour laquelle, deux sites russes, "Kinopoïsk" et "Kino-teatr" indiquent respectivement 1966 et 1965.